# JARI USV
 (novembre 2024).
Le JARI USV est un drone de surface naval, développé par la China Shipbuilding Industry Corporation (CSIC), plus précisément entre son Institut de recherche n°716, l’Institut de recherche sur l’automatisation du Jiangsu (JARI), et l’Institut de recherche n°702, Centre de recherche scientifique sur les navires de Chine (CSRRC). Le navire de guerre sans équipage est conçu pour une utilisation potentielle par la marine de l'Armée populaire de libération et les clients à l’exportation.

## Développement
On ne sait pas quand ni pendant combien de temps le JARI USV a été construit. Une maquette du JARI USV a été dévoilée pour la première fois par China Shipbuilding and Offshore International Company (CSOC), la branche exportation de la CSIC, à l’Africa Aerospace and Defence Expo (ADD) en septembre 2018. Cependant, un représentant du CSOC a déclaré qu’un prototype fonctionnel avait déjà été produit et avait commencé ses essais en mer plus tôt dans l’année.
Le 21 août 2019, le CSIC a lancé le JARI USV dans un lieu tenu secret, déclarant qu’il avait atteint ses capacités de combat initiales. L’annonce a également révélé que le navire avait été développé conjointement par les instituts de recherche n°716 et n°702 du CSIC. Le CSIC a annoncé qu’il testerait davantage le JARI USV pour atteindre une capacité entièrement autonome,. Fin décembre 2019, des images du drone en cours d’essais en mer ont commencé à circuler sur Twitter. L’essai en mer a ensuite été confirmé à la mi-janvier 2020 par Ordnance Industry Science Technology, un magazine chinois qui couvre les technologies de défense nationale,.

## Conception
Le JARI USV mesure 15 m de long, 4,8 m de large, il a un tirant d'eau de 1,8 m et un déplacement d’environ 20 tonnes. Il a une autonomie de 500 milles marins et peut atteindre une vitesse maximale de 42 nœuds. Sa propulsion consiste en un seul hydrojet. La coque est de conception catamaran.
Le navire dispose d’un radar à quatre panneaux fixes à réseau phasé actif (APAR) pour lui donner une couverture radar à 360 degrés. Des systèmes électro-optiques sont placés au sommet de la superstructure pour rechercher les cibles. Le radar de navigation et l’antenne de liaison par satellite aident le navire à naviguer en eaux libres. Le JARI USV peut être équipé en option d’un sonar pour la lutte anti-sous-marine (ASM).
Le « canon principal » du navire est un poste d’armes télécommandé de 30 mm qui peut être équipé en option de deux nacelles de roquettes, chacune contenant deux roquettes guidées ou non guidées. Derrière le canon principal se trouvent deux systèmes de lancement verticaux 2 x 2 tubes qui peuvent lancer des missiles sol-air et des missiles antinavires. Deux tubes lance-torpilles simples peuvent être montés sur les côtés du JARI USV pour la lutte anti-sous-marine. Des torpilles légères, supposées être la torpille ET52, sont utilisées par ces lanceurs,,.
Le JARI USV est décrit comme un véhicule de surface sans pilote polyvalent de « taille moyenne ». Le drone possède une conception modulaire, lui permettant de changer de configuration et d’effectuer les missions d’un destroyer, telles que la lutte antiaérienne, les missions anti-navires et anti-sous-marines, mais à une échelle beaucoup plus petite. En raison de sa conception, de son radar et de son armement, il a été appelé un « mini destroyer de classe Aegis,,, ». Bien que le drone puisse être opéré à distance depuis la terre ferme ou un vaisseau mère à proximité, il peut également fonctionner de manière autonome via une intelligence artificielle. Le JARI USV peut opérer seul ou en essaim une fois qu’il a reçu ses ordres,,. Selon Ordnance Industry Science Technology, le drone devrait être déployé à partir d’un porte-avions ou d’un navire d'assaut amphibie pour fournir au groupe aéronaval chinois une capacité de reconnaissance et une puissance de feu supplémentaires,.
Les médias chinois ont déclaré que le JARI USV était un « navire de guerre sans pilote de premier plan ». Navy Recognition, un site d’information en ligne sur la défense navale, a également noté la maturité de ses technologies en raison du court délai entre son lancement et sa préparation au combat. Le groupe de réflexion américain Brookings Institution estime que le JARI USV fait partie de la tendance des avancées de la Chine dans l’utilisation de la technologie de l’IA comme arme. Il y a cependant un certain scepticisme quant aux capacités et aux technologies du JARI USV. SOFREP, un site d’information militaire, a exprimé des doutes sur les capacités du drone, notant que la Chine est connue pour déclarer ses plates-formes d’armes « opérationnelles » avant que leur développement ne soit terminé et exagérer leurs nouvelles technologies. Bryan Clark, un expert de la défense américaine et ancien officier de marine, a déclaré que la conception du navire est relativement ordinaire et n’a pas encore atteint sa pleine maturité. Il a également déclaré que le navire n’avait pas un rayon d'action suffisant pour des opérations à longue portée et qu’il serait donc mieux adapté pour patrouiller plus près des territoires chinois, c’est-à-dire les îles de la mer de Chine méridionale ou les ports. Seth Cropsey, expert à l'Hudson Institute, a déclaré que si le JARI USV est en début de course pour les programmes USV de la Chine, il est toujours à la traîne par rapport aux programmes USV de l’US Navy.